# (3507) Vilas
(3507) Vilas est un astéroïde de la ceinture principale.

## Description
(3507) Vilas est un astéroïde de la ceinture principale. Il fut découvert le 21 octobre 1982 à la station Anderson Mesa par Edward L. G. Bowell. Il présente une orbite caractérisée par un demi-grand axe de 3,13 UA, une excentricité de 0,16 et une inclinaison de 3,2° par rapport à l'écliptique.

## Compléments